# تپه‌حصارک غفاری
تپه حصارک غفاری مربوط به دوران‌های تاریخی پس از اسلام است و در شهرستان شهریار، روستای حصارک غفاری واقع شده و این اثر در تاریخ ۲۵ اسفند ۱۳۷۹ با شمارهٔ ثبت ۳۵۰۵ به‌عنوان یکی از آثار ملی ایران به ثبت رسیده است.